# Rizosfera
Rizosfera je del fitosfere, ki obdaja koreninski sistem rastlin. Korenina in mikroorganizmi, ki jo obdajajo, živijo v simbiozi. Na rizosfero sama korenina vpliva neposredno ali posredno preko delovanja mikroorganizmov in izločanja različnih kemikalij. Mikroogranizmi, ki se nahajajo v rizosferi ali tisti, ki so simbionti znotraj korenine, s svojim delovanjem neprestano spreminjajo abiotske dejavnike in lastnosti tal nekega področja. Posledica je spreminjanje bioloških, biokemijskih, kemijskih in fizikalnih lastnosti prsti, ki se nahaja v rizosferi. Rizosfera je ključna za preskrbo rastlin z različnimi anorganskimi spojinami, zdravje rastlin, nemoteno kroženje elementov med neživim in živim okoljem ter biološko raznolikost mikrobne združbe tal.  Obenem predstavlja prostor za proizvodnjo in učinkovanje alelokemikalij, s katerimi rastline nadzorujejo rast svojih tekmecev in sorodnikov.

## Zgradba rizosfere
Rizosfero se deli na tri glavne cone, ki imajo različne funkcije in nekoliko drugačno zgradbo. Rizoplan je sredinska cona, ki sestoji iz koreninske povrhnjice (ali epiderma). Endorizosfero sestavljata rastlinska skorja (korteks) in endoderm. Tretja cona je ektorizosfera, ki je na najbolj zunanji strani in se razteza vse od rizoplana v prst.

## Kemizem rizosfere
Zaradi prisotnosti korenin v sami prsti, je ta precej drugačna v primerjavi s prstjo, v kateri se ne nahajajo rastlinske korenine. Rastlina namreč z izločanjem različnih kemijskih spojin nenehno spreminja razmere v prsti ter s tem vpliva na prisotnost številnih vrst mikroorganizmov, ki za svoje preživetje zahtevajo določen spekter ustreznih pogojev. Hkrati rastlina z izločanjem raznih snovi pomaga sama sebi; denimo prisotnost nekaterih organskih kislin v rizosferi rastlini olajša privzem fosforja, dušika in kalija ter v nekaterih primerih celo črpanje vode v koreninsko čepico (ali kaliptro), od kjer te snovi potujejo po rastlinskem sistemu za prevajanje vode in anorganskih snovi, ki se imenuje ksilem. Kemikalije in odpadni produkti, ki jih v rizosfero izločajo celice korenine, se imenujejo tudi rizodepoziti, sam proces pa nosi ime rizodepozicija. Rizosfero lahko rastline uporabljajo tudi kot prostor za izločanje alelokemikalij, s pomočjo katerih zavirajo rast svojih tekmecev. Znan je primer rastline navadne česnovke (Alliaria petiolata), ki z izločanjem alelokemikalij preprečuje vzpostavitev mutualizma med koreninami raznih drevesnih vrst in mikoriznimi glivami.

## Ekologija rizosfere
V sami rizosferi korenine s svojo prisotnostjo in delovanjem omogočajo nastanek raznovrstnih mikrobnih združb, v katerih lahko zasledimo številne medvrstne in znotrajvrstne odnose: vse od mutualizma, komenzalizma (ali priskledništva), plenilstva in tekmovanja med osebki iste vrste za razpoložljive vire.

### Plenilstvo
Rizosferno biocenozo sestavlja pester spekter mikrobnih in živalskih vrst, ki se med seboj plenijo, se prehranjujejo z rizodepoziti ali neposredno z rastlinskimi tkivi korenin. Prisotnost plenilcev mikrobov rastlinam zagotavlja, da delovanje rastlinojedih mikrobov ni antagonistično, ampak lahko rastline z raznoliko rizosferno favno uspevajo bolje. Dolgo se je predvidevalo, da imajo korenine v rizosferi le pasivno vlogo in v samo biocenozo ne posegajo bistveno. Raziskave kažejo, da temu ni tako, saj so rastlinske korenine sposobne učinkovite obrambe, obenem mnoge na variabilne načine privabljajo plenilce mikrobov in se tako posredno ščitijo pred škodo, ki bi nastala zaradi objedanja in vdora v notranjost tkiv. Ker pri številnih rastlinskih vrstah korenine predstavljajo založne organe, so te še pod večjim pritiskom rastlinojedih plenilcev. Tipični herbivori, ki se hranijo s tkivi korenin, so rastlinojede gliste in ličinke nekaterih žuželčjih vrst. Ob specifičnih signalih (denimo poškodbi rastlinskega tkiva) korenine izločijo substance, s pomočjo katerih komunicirajo z organizmi v prsti. Ti signali se uporabljajo za privabljanje žužkojedih glist, ki se prehranjujejo z žuželčjimi ličinkami, ali za inhibicijo komunikacije med rastlinskim koreninam potencialno škodljivimi bakterijami.
V rizosferi ločimo več tipov načinov prehranjevanja. Številne bakterijske in glivne vrste se prehranjujejo z detritom (majhnimi organskimi ostanki poginulih živih bitij), katerega prisotnost se nenehno spreminja, saj je odvisna od pogostosti smrti ali drugih načinov proizvodnje odpadne organske mase (na primer levitev žuželčjih ličink). Druge vrste organizmov so neposredno energijsko vezane na korenine; mednje spadajo tako herbivori kot plenilci mikrobov in žuželk, denimo gliste, simbiotske vrste in nekateri členonožci.

### Kompeticija ali tekmovanje
Rastline uporabljajo prostor v rizosferi kot možnost za izločanje alelokemikalij, s katerimi na različne načine zavirajo rast svojih rastlinskih tekmecev. Nekatere vrste na tak način inhibirajo rast osebkov lastne vrste, pri čemer gre za znotrajvrstno kompeticijo, za razliko od medvrstnega tekmovanja pri alelopatiji. Sama moč vpliva na tekmece je odvisna od bližine korenin tekmeca in lastnosti njegovih korenin (premer, kemijske lastnosti, zmožnost privzema raznih substanc...). Kompeticija se pojavlja tudi med mikrofloro in rastlinami pri tekmovanju za dostop do spojin, ki se v prsti nahajajo v omejenih količinah (običajno sta to elementa dušik in ogljik, ki sta vezana v različne spojine). Mnoge rastline se temu tipu tekmovanju poskušajo izogniti z vzpostavitvijo simbiontskih povezav z bakterijami, ki fiksirajo (vežejo) zračni dušik.

### Mutualizem
Rastline izločajo mnoge rizodepozite, ki vodijo v več tipov mutualističnih razmerij. Nekatere od teh snovi zaznavajo mikorizne glive, kar vzpodbudi vzpostavitev povezave med koreninami rastlin in glivnimi hifami, kalitev spor ali druge spremembe.  Številne rastlinske vrste gostijo simbiontske bakterije, ki vežejo dušik. Med bolj znanimi tovrstnimi bakterijami so bakterije rodu Rhizobium. Te zaznajo prisotnost rastlinskih flavonoidov v prsti in nato same izločijo substance, ki rastlinskim koreninam nakažejo njihovo prisotnost, kar vodi v nastanek koreninskih nodulov. Znotraj nodulov živijo in delujejo dušik fiksirajoče bakterije, ki jim rastline dovajajo potrebna hranila, v zameno pa uporabljajo delež dušikovih produktov. Določene bakterije, ki vežejo dušik, ne živijo v sožitju, ampak delujejo znotraj rizosfere in so tako posredno povezane z rastlinami. V zameno za hranila in življenjski prostor razne bakterije in glive nadzirajo rast rastlinam patogenih mikrobov.